# Francisco Vázquez de Coronado
Francisco Vázquez de Coronado y Luján (1510 – 1554. szeptember 22.) spanyol konkvisztádor. Coronado az észak-mexikói Új-Galícia tartomány kormányzója volt, aki az Aranyváros után kutatott és eközben expedíciójának tagjai felfedezték a Grand Canyont és a Colorado-folyót.

## Ifjúsága
Francisco Vázquez de Coronado 1510-ben született a spanyolországi Salamanca városában Juan Vázquez de Coronado y Sosa de Ulloa és Isabel de Luján második fiaként. Apja a nem sokkal korábban elfoglalt Granadában viselt különböző tisztségeket Iñigo López de Mendoza kormányzósága alatt.
Coronado 25 évesen, 1535-ben utazott el az amerikai spanyol gyarmatokra, Új-Spanyolországba (a mai Mexikó), miután apja patrónusának fiát, Antonio de Mendozát kinevezték annak alkirályává. Az Újvilágban feleségül vette az alkirályság kincstárnokának, Alonso de Estrada y Hidalgónak a 13 éves lányát, Beatriz de Estradát. Felesége hozományához jelentős mexikói birtok tartozott. A házaspárnak nyolc gyermeke született.

## A Coronado-expedíció

### Előzmények

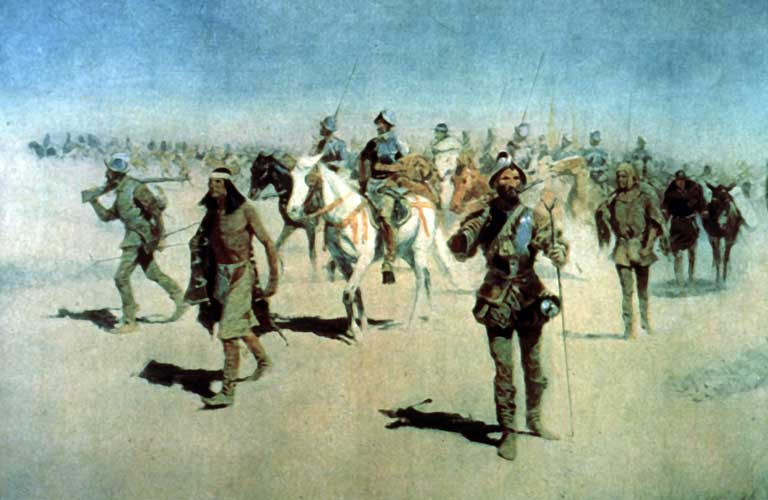
Coronado északnak indul (Frederic Remington képe, 19. sz vége)

Coronado gyorsan haladt a ranglétrán és miután 1537-ben leverte egy bányában a rabszolgák zendülését és más feladatokat is sikerrel oldott meg, kinevezték a Mexikóvárostól nyugatra fekvő Nueva Galicia tartomány (elnevezése szerint királyság, El Nuevo Reino de Galicia) kormányzójának. 1539-ben a Narváez-expedíció két túlélőjét, Marcos de Niza ferences barátot és berber rabszolgáját, Estevanicót elküldte egy újabb felderítőútra Mexikó északi vidékeire. Mikor de Niza visszatért, egy dúsgazdag, Cíbola nevű városról számolt be, melynek lakói megölték Estevanicót. Bár ő maga nem lépett be a városba, azt állította, hogy a város egy magas domb tetején terül el, szemmel láthatóan sok gazdagságot rejtett és legalább akkora volt, mint Mexikóváros.
Coronado expedíciót szervezett a város felkeresésére. Az úthoz jelentős támogatást nyújtott Mendoza alkirály is, maga Coronado pedig még felesége birtokára is 70 ezer pesós zálogot vett fel.
1539 őszén az alkirály utasította a legészakibb település, San Miguel de Culiacán parancsnokát, Melchor Diazt, hogy erősítse meg de Niza atya állításait a Cíbolába vezető útról. Diaz tizenöt lovassal kelt útra, de Chichilticalli romjainál visszafordult "a hó és a szélviharok" miatt. Diaz  találkozott Coronadóval Culiacánban és elmondta, hogy a pap által jelentett gazdag tartománynak nem találta nyomát. A parancsnok jelentése 1540. március 20-án ért Mendoza alkirály kezébe, az expedíció indulása után.

### Az expedíció

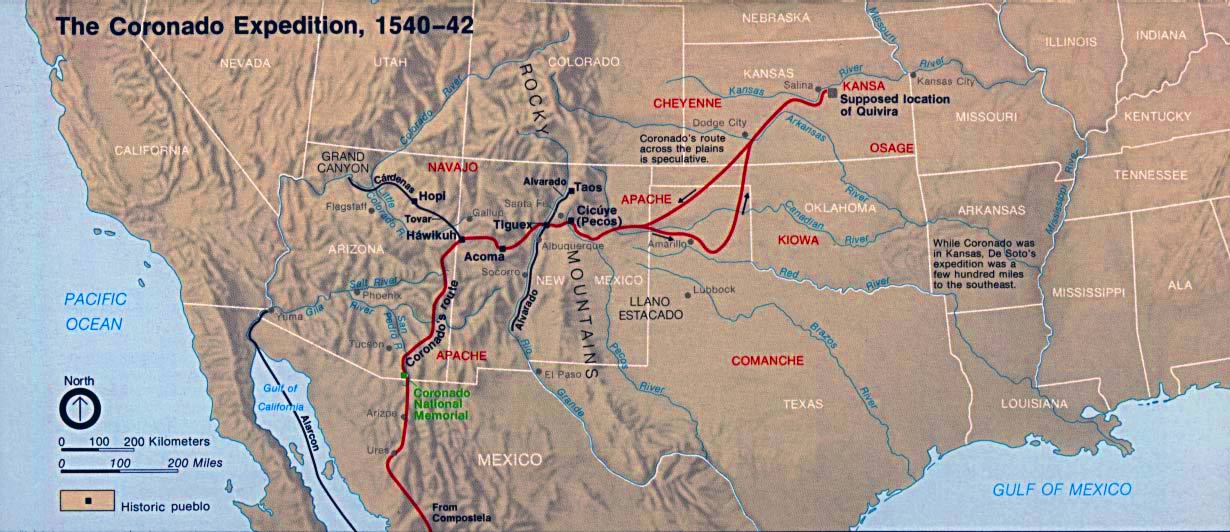
Az expedíció útvonala

Coronado 1540. február 23-án indult el a mai Nayarit állambeli Compostelából. Csapata közel négyszáz spanyol katonából, 1300-2000 mexikói indiánból, négy ferences szerzetesből (köztük Juan de Padilla és Marcos de Niza, akit akkor neveztek ki a ferences rend tartományi elöljárójának) és néhány afrikai és indián rabszolgából állt. Ezenfelül Hernando de Alarcón vezetésével néhány hajót küldtek a Kaliforniai-öböl északi végéhez, hogy ott utánpótlást tudjanak nyújtani az expedíciónak.
A Kalifornia-öböl partvonalát követve március 28-án érték el Culiacánt, ahol közel egy hónapra megpihentek, mielőtt nekiindultak a vadonnak. Gondosan megtervezte útját, figyelembe vette, hogy a sivatagos táj esetleg nem lesz képes ekkora tömeget eltartani ezért úgy határozott, hogy kisebb csapatokban haladnak majd előre, hogy elegendő víz jusson embereinek és fű a lovaiknak. Az útvonalon helyenként őrzött táborhelyeket létesített, hogy biztosítsa az utánpótlást és a visszatérést. Szeptemberben visszaküldte Melchior Diazt "a hetven vagy nyolcvan leggyengébb és legmegbízhatatlanabb emberrel".
Coronado április 22-én indult el északnak katonái egy kisebb csoportjával, az expedíció nagyobb része pedig később követte. A mai Sinaloa tartomány területén haladtak, nehéz terepen, továbbra is a tenger partvonalát követve. Miután elérte a Sonora-folyót, felfelé haladt annak folyása mentén hogy az északi hegyeken átjárót találjon. Az általa Nexpának (mai térképeken feltehetően Santa Cruz vagy Pedro) nevezett mellékfolyó völgyében haladt tovább míg elérték a de Niza atya által leírt Chichilticallit a mai Dél-Arizonában. Ezután a Zuni folyót követve megtalálták de Niza atya Cíboláját, de az nagy csalódásukra egyáltalán nem csodaváros volt, hanem a zuni indiánok pueblókomplexuma. A felháborodás miatt a dús fantáziájú atyának megszégyenülten kellett visszatérnie Mexikóba. Coronado fel akarta tölteni élelmiszerkészleteit és követelte, hogy engedjék be a Hawikuh nevű faluba. Az indiánok ezt megtagadták, mire a spanyolok megrohanták és elfoglalták a települést. A csatában maga Coronado is megsebesült. Az expedíció ezután néhány hétig itt pihente ki magát, miközben Coronado felderítőket küldött ki a környékre.

### A Grand Canyon
Az első felderítő csapat északnyugatnak indult és hopi indiánok pueblóira bukkant. Az őslakosok itt sem voltak barátságosak, erőszakkal kellett behatolni falvaikba, és aranyat itt sem találtak. Azt viszont megtudták, hogy nyugatra egy nagy folyó (a Colorado) fekszik. Coronado ezután egy másik csapatot küldött ki Garcia Lopez de Cárdenas vezetésével a folyó megkeresésére. Cárdenas újból áthaladz a hopik területén és élelmet és vezetőket kapott tőlük. Északnyugat felé haladva felfedezték a Colorado-folyót és a Grand Canyont, így ők voltak az első európaiak akik megláthatták ezt a természeti csodát.
A spanyolok nem tudtak lemászni a Grand Canyonba a folyóhoz és miután visszatértek Coronadóhoz, azt jelentették, hogy arra nem tudnak visszatérni a Kaliforniai-öbölhöz, ahol Hernando de Alarcón hajói vártak rájuk. Coronado ekkor a korábbi útvonalon visszaküldte emberei egy részét Melchior Diaz vezetésével, hogy a tengerparton keressék meg a hajókat, a csapat nagyobbik felével pedig kelet felé indult, a Rio Grandéhez. Alarcón egy idő után maga is megtalálta a Colorado torkolatát és embereit evezős csónakokkal felküldte rajta egy darabon.
Coronado felderítői a Rio Grande völgyében indián falvakat, pueblókat és kukoricaföldeket találtak, és a parancsnok úgy döntött, hogy ott telelnek át. Az egyik pueblóból kiűzték a lakosokat és kereskedni próbáltak a környező falvakkal, Eleinte sikerrel jártak, de az indiánok csak élelmiszertartalékuk egy részét voltak hajlandóak elcserélni, ezért áttértek a fosztogatásra. A helybeliek visszavágtak és az eszkalálódó konfliktusban több száz őslakos lelte halálát. 

### A prérin

Tájkép Amerika meghódításának egy epizódjával: Jan Jansz Mostaert 1545-ös képe feltehetően Coronado expedícióját ábrázolja

1541 tavaszán Coronado kelet felé indult tovább, mert egy, a spanyolok által "Töröknek" nevezett indián állítása szerint arra egy gazdag, Quivira nevű nép élt. A Török vezetésével a spanyolok átkeltek Texasban a Llano Estacado síkságán ahol óriás bölénycsordákkal találkoztak: "Annyi sok tehenet találtunk ... hogy lehetetlen lenne megszámlálni, mert amíg csak utaztunk ezeken a síkságokon ... nem volt olyan nap, hogy ne láttuk volna őket."
A síkságon indiánokkal találkoztak, akiket Coronado Querechos-nak nevezett. Nomádok voltak, akik sátortáboraikkal a vonuló bölényeket követték és egy táborukban kétszáznál is több tipit és ezernél több embert számláltak össze. A Querechos feltehetően apacsok voltak. Innen délkeletre újabb néppel találkoztak, akiket a spanyolok Teyas-nak neveztek és akik a Querechos ellenségei voltak. Ezek folyóvölgyekkel, kanyonokkal tarkított vidéken éltek és a bölényvadászat mellett földet is műveltek. Coronado közöttük találkozott egy vak öregemberrel, aki azt állította, hogy sok évvel korábban már látott négy európait, akik valószínűleg a Narváez-expedíció négy túlélője voltak. A Teyas népet nem sikerült megbízhatóan azonosítani, de 1993-ban a texasi Floydada város mellett a Blanco Canyonban számszeríj-nyilakat, spanyol patkókat és mexikói kőpengét találtak, amikről feltételezik, hogy Coronado csapatától származnak és ezekben a kanyonokban találkozott a Teyas indiánokkal.
A Teyas őslakosok állítása szerint Quivira tőlük északra feküdt. Coronado ekkor már feladta hitét, hogy arannyal teli várost talál, emberei nagy részét visszaküldte és ő maga csak negyven spanyol és ismeretlen számú mexikói társaságában folytatta útját, hogy felderítse a vidéket. Harmincnapos út után egy minden addiginál nagyobb folyóra bukkantak, ami minden bizonnyal az Arkansas volt, a mai Dodge City közelében. A folyót három napig követték északkelet felé, és ott bölényekre vadászó quiviraiakkal találkoztak. Településeik néhány napi járóföldnyire voltak. Coronado mintegy 25 falut számolt meg. Mindkét nembeli lakóik szinte teljesen meztelenül jártak, és "nagyon jó felépítésű nagydarab emberek voltak". A falvak akár kétszáz szalmatetős házból álltak, kukorica, bab és tökföldekkel körbevéve. A spanyolok 25 napot töltöttek közöttük, de kincseknek egy rézfüggőn kívül semmi nyomát nem találták. A quiviraiak feltehetően a mai vicsita indiánok ősei voltak.
Coronado ezután felvette a kapcsolatot a szomszéd néppel, akiket ő Harahey-nek nevezett. A főnökük kétszáz harcosával el is ment a találkozóra, de az aranyéhes spanyoloknak ezúttal is csalódniuk kellett. A Harahey indiánok "mind meztelenek – íjuk van és valamiféle dolog a fejükön és a szemérmüket valamennyire eltakarják", írta. Coronado visszaindult Mexikóba, de előtte még megfojtatta a Törököt, az indián vezetőt aki idecsábította.
A régészeti leletek alapján feltehető, hogy Quivira Kansas középső területén volt, a Cow Creek és a Little Arkansas-folyó között. A Harahey indiánok a pónik ősei lehettek.

### Az expedíció vége
A hosszú hazaúton a mai Új-Mexikó területén Coronado leesett a lováról és súlyos fejsérülést szenvedett "amikor vége volt a télnek", vagyis 1542 márciusa körül. Hosszú lábadozása után a spanyolok úgy döntöttek, hogy visszatérnek Új-Spanyolországba. Expedíciója kudarcnak bizonyult és kiesett az alkirály kegyeiből. Bár 1544-ig még kormányzó maradt, de az útba fektetett minden pénze odaveszett. Utána Mexikóvárosban élt és a városi tanács tagjaként dolgozott, míg 1554. szeptember 22-én egy járvány során meghalt.

## Emlékezete
1952-ben Arizonában a Sierra Vista területén a felfedező tiszteletére létrehozták a Coronado Nemzeti Emlékhelyet.
Az Indiana Jones és az utolsó kereszteslovag első jeleneteiben egy utahi barlangban Jones ellopja Coronado keresztjét, amit állítólag Hernán Cortés adott neki 1521-ben. Az ezt követő tengeri jelenetben a hajó neve is Coronado.
San Diego mellett van a kis Coronado-félsziget, amire a hasonló nevű hídon lehet átkelni.
Két texasi egy coloradói és egy arizonai iskolát a konkvisztádorról neveztek el. Az új-mexikói Bernalillo mellékneve "Coronado városa", mert itt telelt át. 

## Fordítás
- Ez a szócikk részben vagy egészben  a   Francisco Vázquez de Coronado című angol Wikipédia-szócikk ezen változatának fordításán alapul.  Az eredeti cikk szerkesztőit annak laptörténete sorolja fel. Ez a jelzés csupán a megfogalmazás eredetét és a szerzői jogokat jelzi, nem szolgál a cikkben szereplő információk forrásmegjelöléseként.